# 발하시호

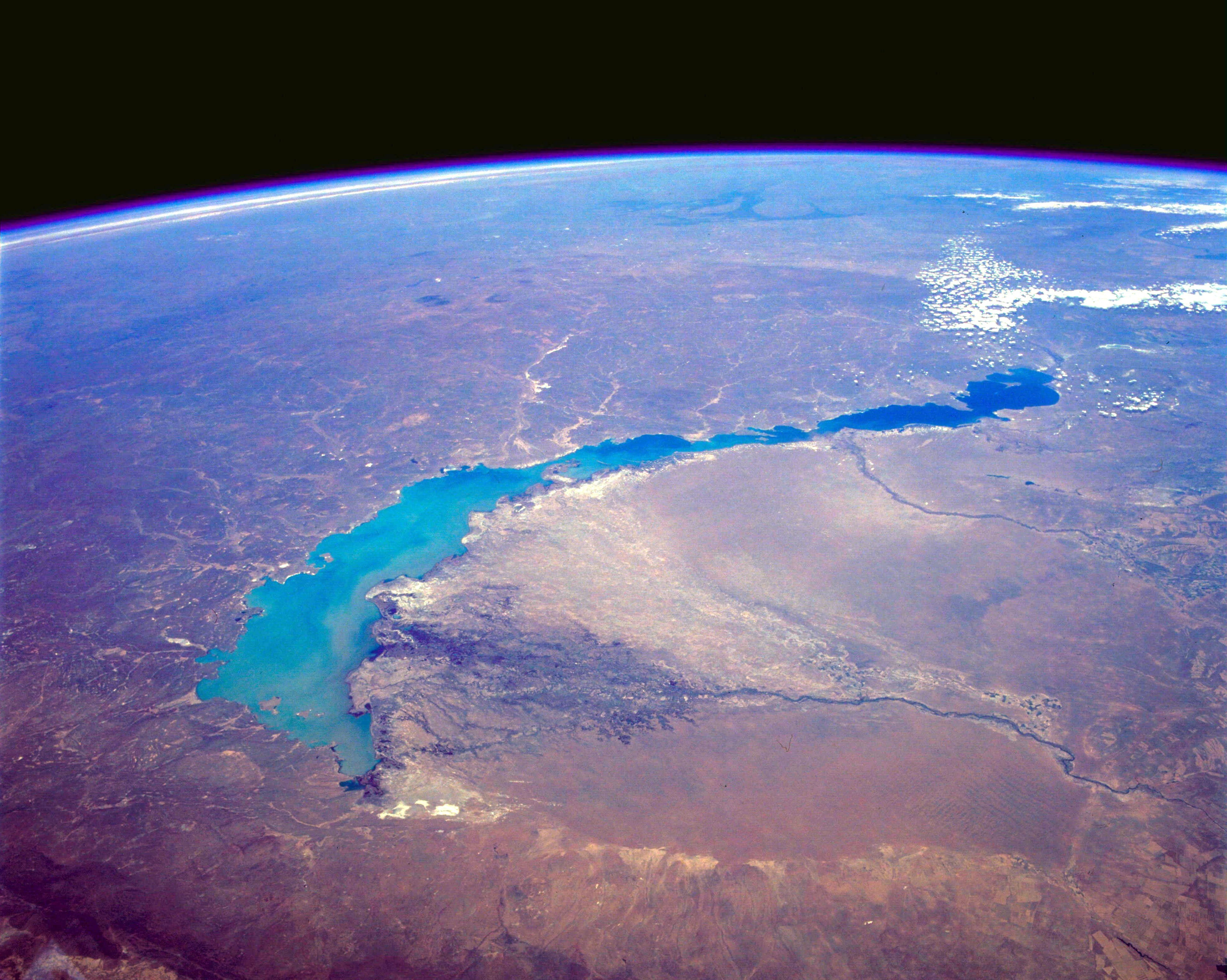

발하시호(영어: Lake Balkhash, 카자흐어: Балқаш Көлі, 러시아어: Озеро Балхаш)는 카자흐스탄 남부의 호수이다. 발하시 호는 아랄해 다음으로 큰 호수로 카스피해와 아랄 해를 포함하는 분지의 일부이다.

## 역사
청나라 영토였으나 1854년 일리조약으로 러시아제국 영토가 되었다. 소련의 붕괴 후 카자흐스탄의 영토가 되었다.

## 같이 보기
- 발하시